# سانتا دومنیکا ویتوریا
سانتا دومنیکا ویتوریا (به ایتالیایی: Santa Domenica Vittoria) یک کومونه در ایتالیا است که در استان مسینا واقع شده‌است. سانتا دومنیکا ویتوریا ۱۹ کیلومتر مربع مساحت و ۱٬۰۷۳ نفر جمعیت دارد و ۱٬۰۸۰ متر بالاتر از سطح دریا واقع شده‌است.

## نگارخانه

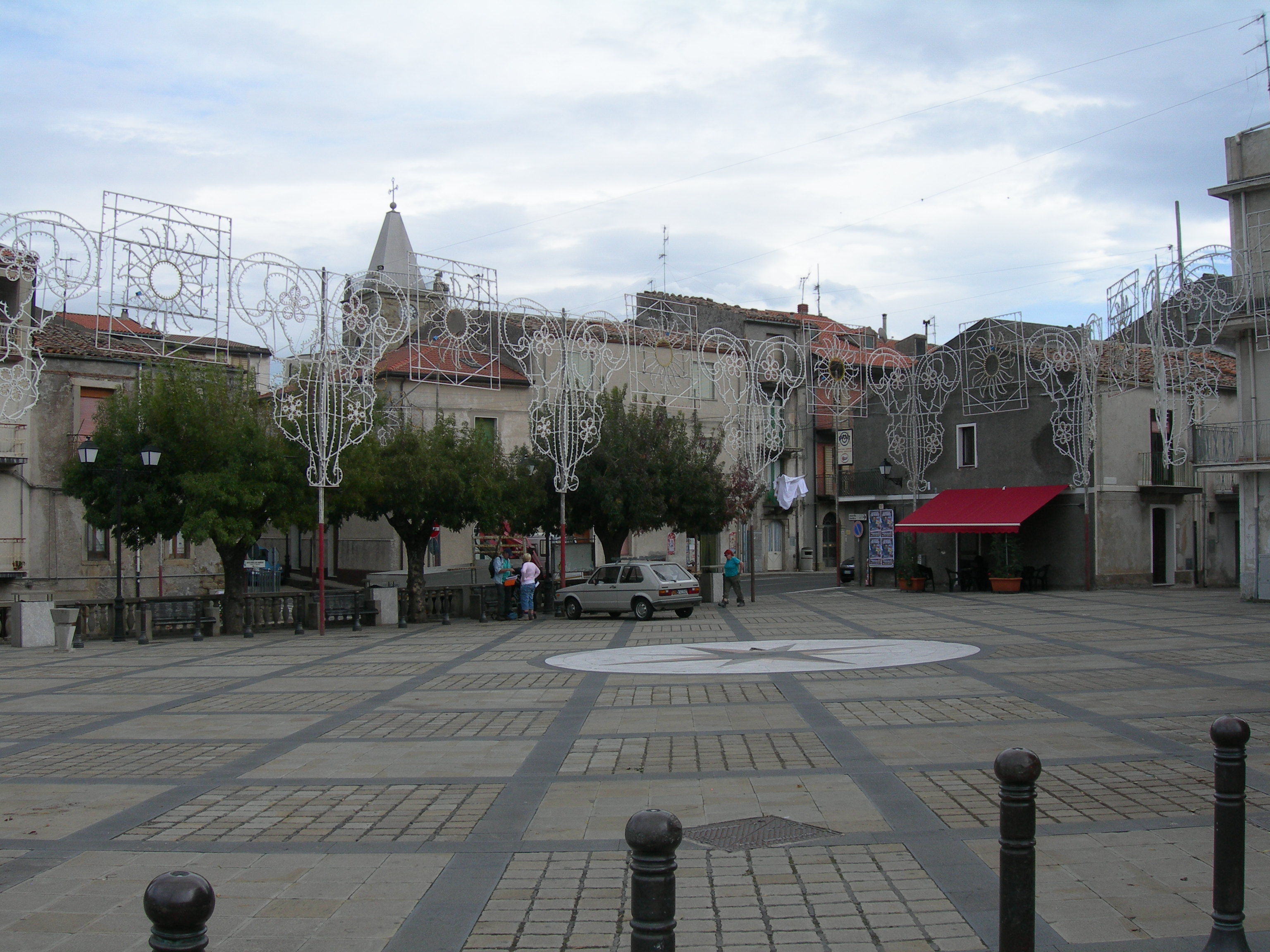
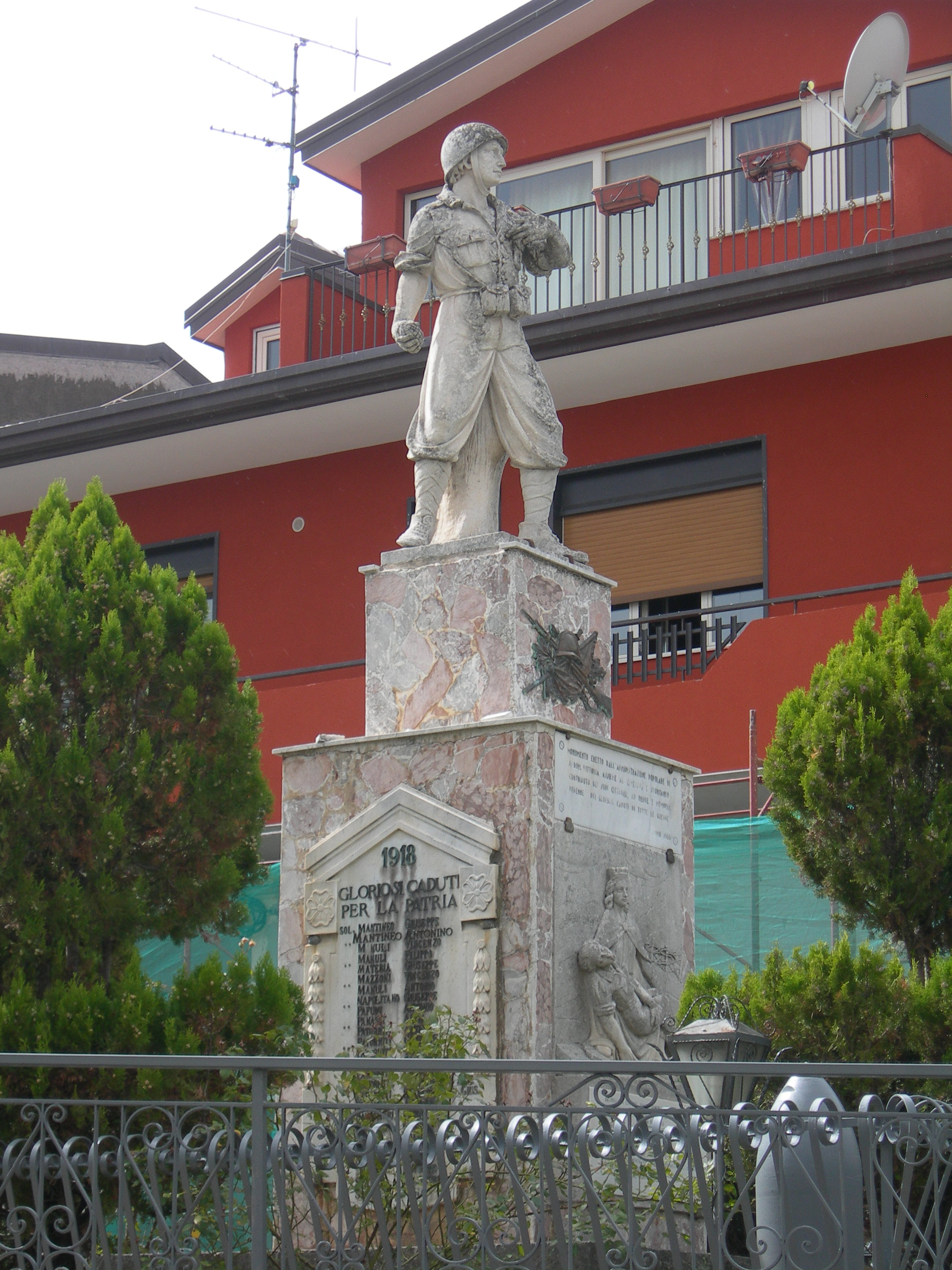
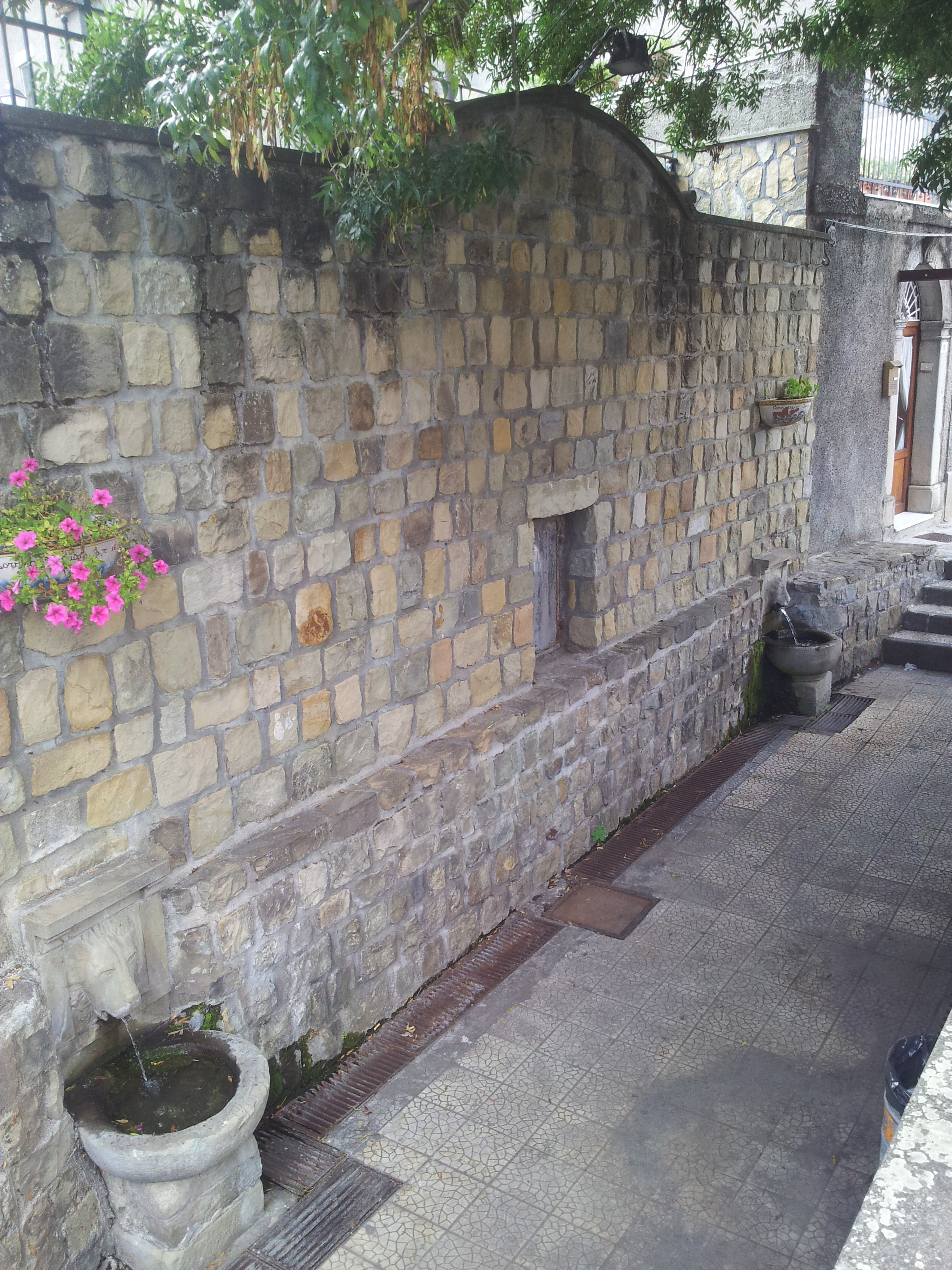
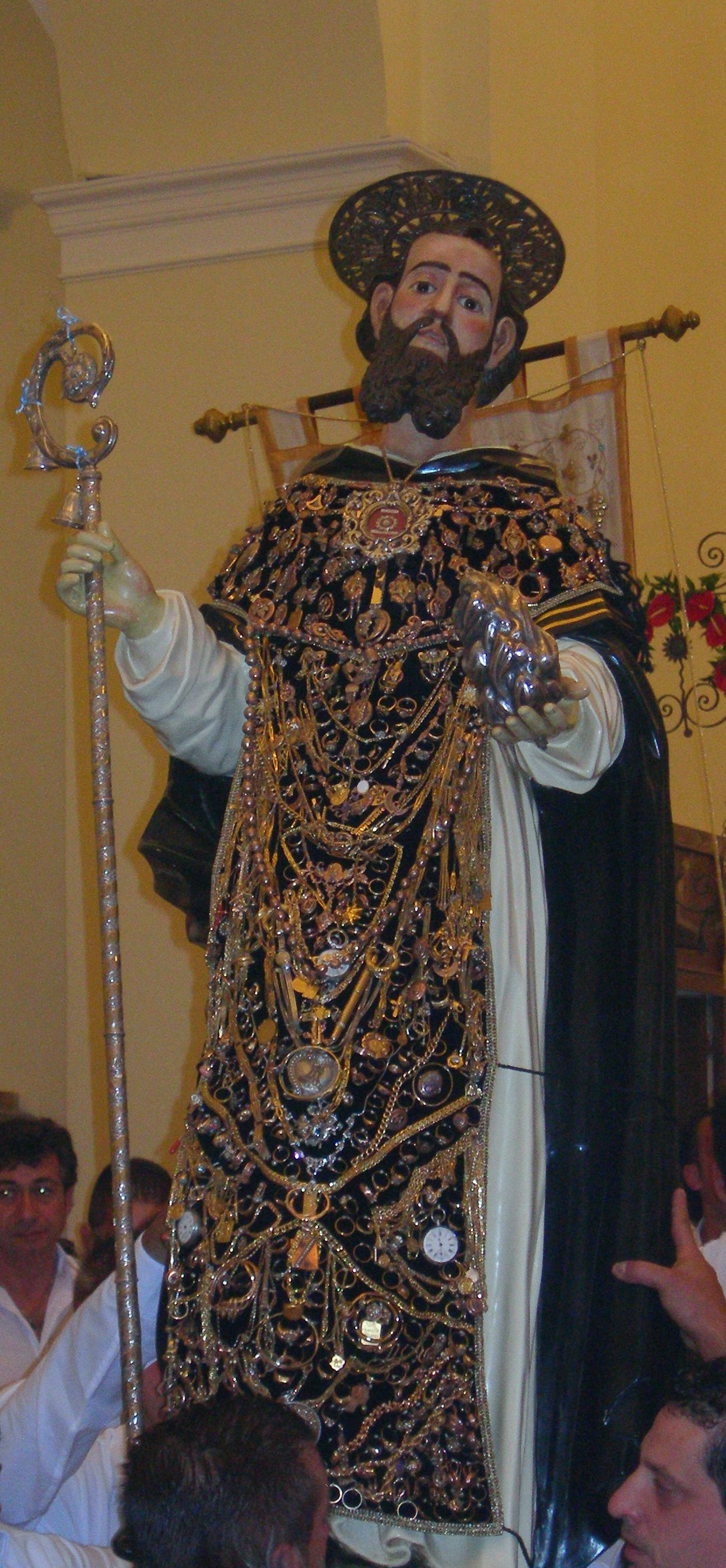
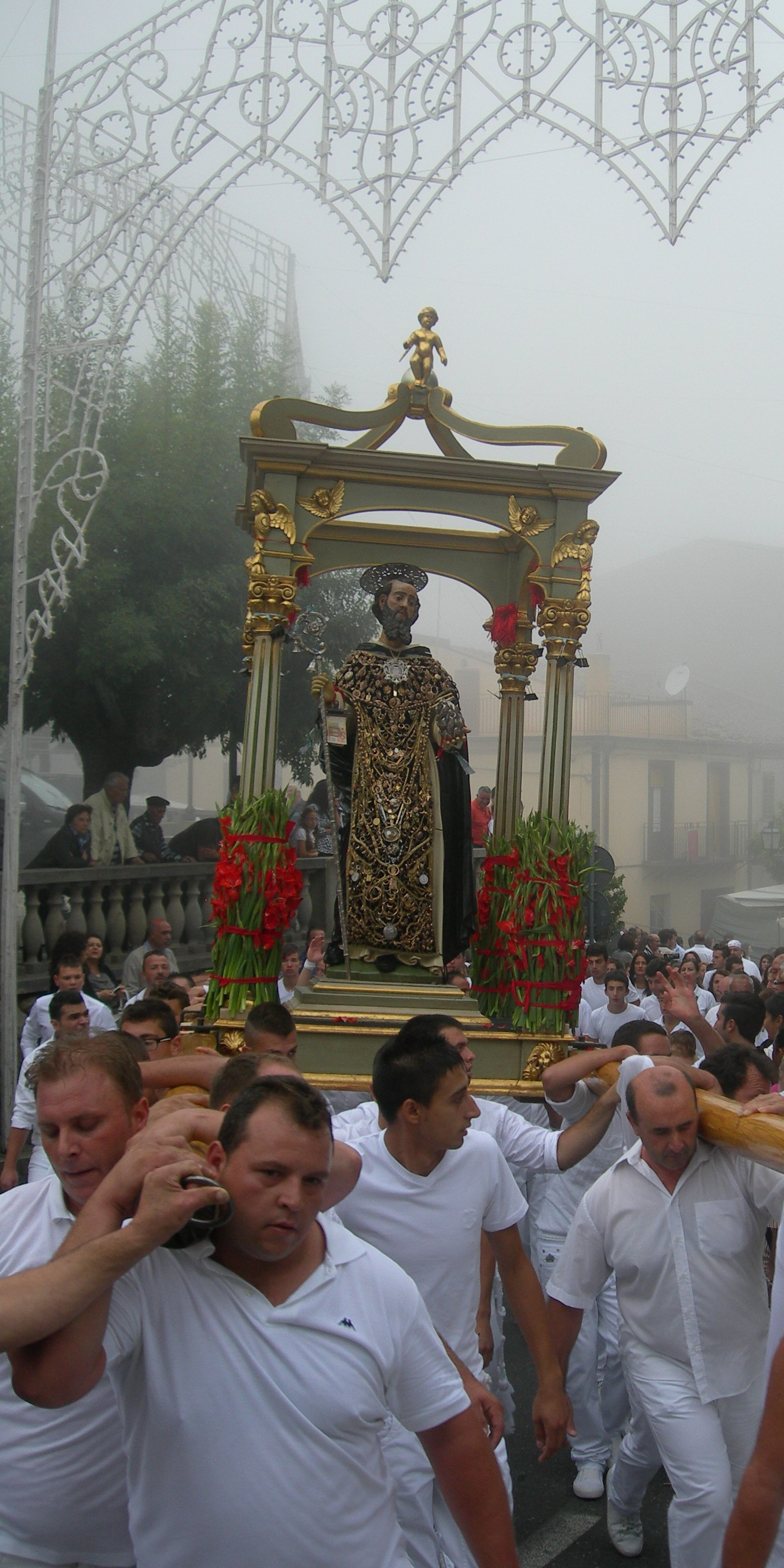
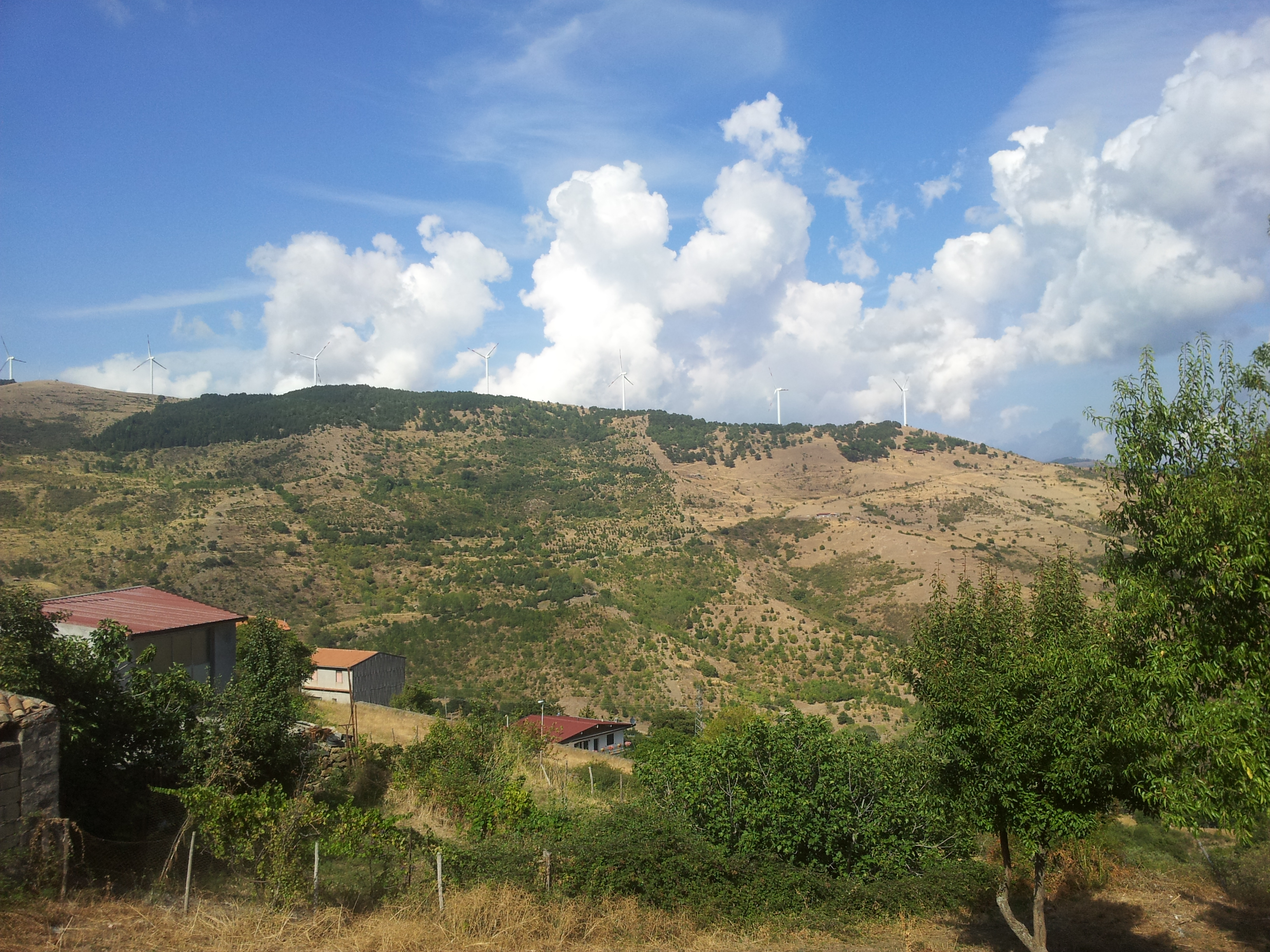